# 性交疼痛症
性交疼痛症（せいこうとうつうしょう、英: Dyspareunia）とは、身体的または心理的原因による性交時の痛みを指す。 “Dyspareunia”という言葉は、ギリシア語: δυσ-, dys-「悪い」と希: πάρευνος, pareunos「ベッドを共にする人」に由来し、「悪い交尾」を意味する。性交疼痛症という用語は、男性の性交疼痛症と女性の性交疼痛症の両方を含むが、詳細を指定せずに使用する場合は、男性よりも女性の疼痛を指すことが多い。男性の場合、外性器の孤発性の疼痛から骨盤部の広範な疼痛まで発生し得る。女性でも、痛みは主に外陰部に出る場合と子宮頸部への強い圧迫による骨盤のより深い部分に出る場合がある。医学的には性交疼痛症は骨盤底機能障害であり、しばしば過小診断される。痛みの持続時間、場所、性質を理解することは、痛みの原因を特定する上で重要である。
性交時の痛みの原因には肉体的、心理的、社会的または人間関係的な数多くの要因が考えられる。一般的に、複数の根本的な原因が痛みの原因となっている。痛みは後天的または先天的なものである。また女性では閉経後に性交疼痛症の症状が現れることもある。診断は通常、身体診察と病歴聴取により行われる。
根本的な原因によって治療法が異なる。多くの患者は、身体的な原因が特定され治療されることで、症状が緩和される。
有病割合は男性で5%、女性で15%とされるが、2020年時点では全世界的の女性の35％が1回以上経験していると推定されている。

## 分類
以前の精神障害の診断・統計マニュアル（DSM-IV）では、性交前、性交中、または性交後に再発性または持続性の性器痛を訴え、それが膣液不足または膣痙攣（vaginismus）のみに起因しない場合に、性交困難症と診断されると定められていた。DSM第4版の発行後、性交障害ではなく疼痛障害として再分類する議論が起こり、医師であるチャールズ・アレン・モーザーは性交疼痛症をマニュアルから完全に削除することを主張した。最新のDSM第5版では、性交疼痛症は性器‒骨盤痛・挿入障害（英: Genito-Pelvic Pain/Penetration Disorder）という診断に分類されている。

## 徴候と症状

### 男性の性交疼痛症
男性の性交疼痛症は、陰嚢や陰茎の単発的な痛みからより広範囲の骨盤下部の痛みまで、多岐に渡る。男性性交疼痛症はしばしば異質な症状群を包含するが、一貫した因子は性行為に伴う再発性または持続性の性器・骨盤内の疼痛が3ヵ月以上持続することである。陰茎皮膚の炎症と発疹形成を認め、痛みとともに灼熱感を伴う。性的欲求の欠如、性的興奮の不能、オーガズムの不達が見られる。射精時や射精後にも灼熱感を伴うことがある。この症状は男性では非常に稀で、身体的、時には心理的な問題によって引き起こされる場合もある。

### 女性の性交疼痛症
膣性交時に骨盤痛を経験した女性患者もその痛みを様々に表現する。これは女性性交痛の原因もまた多様で複数の原因が重複していることを反映している。痛みの場所、性質、時間経過は、潜在的な原因と治療法を理解する際に有用である。

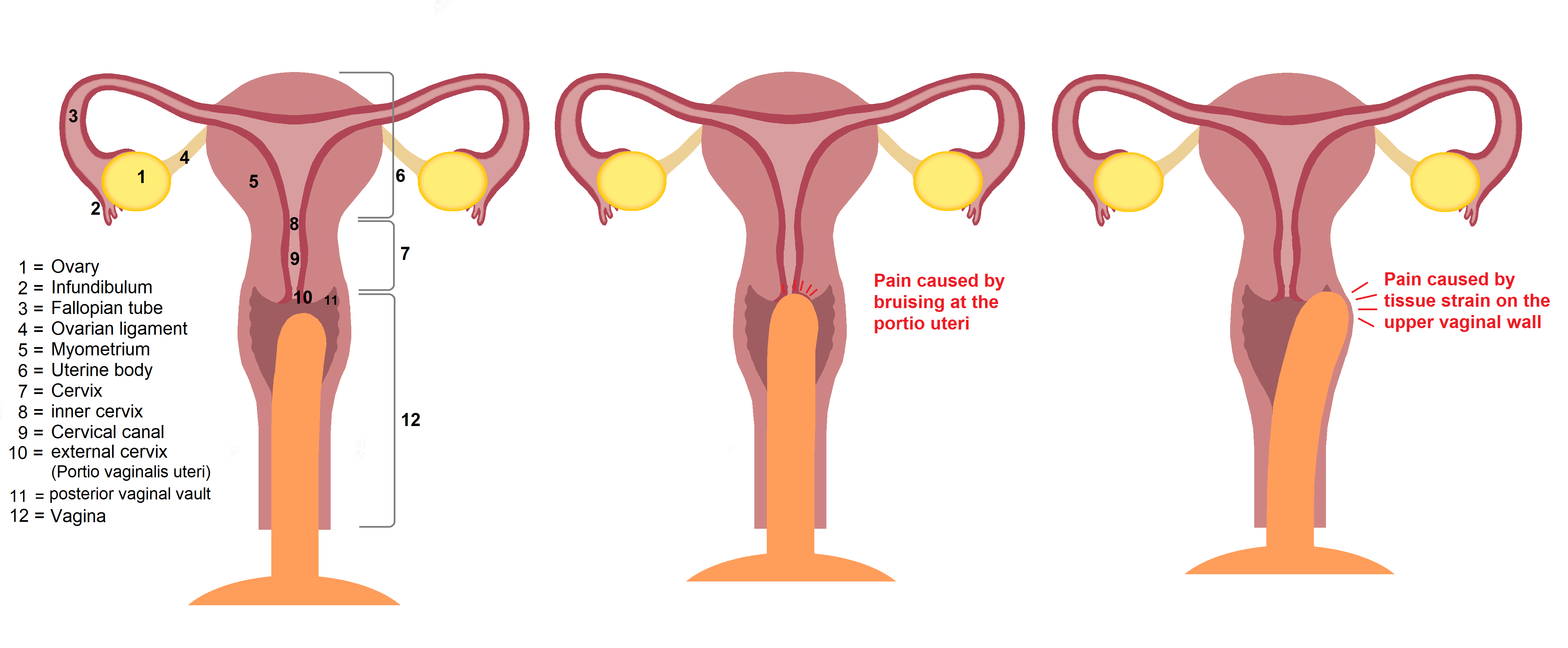
大きな陰茎や小さな膣による疼痛中：子宮頸部への打突による疼痛右：膣円蓋周囲の延展による疼痛

挿入を開始すると、膣の開口部または性器の表面に浅い痛みを感じる人もいる。また深く挿入すると、膣円蓋や骨盤の奥に深い痛みを感じる人もいる。これらの複数の場所に痛みを感じる人もいる。痛みが浅いか深いかを判断することは、痛みの原因を理解する上で重要である。初めて性交を試みたときから、常に性交時痛を経験する患者もいれば、怪我や感染症の後、あるいは月経に伴い周期的に性交時痛を感じ始める患者もいる。時間とともに痛みが増すこともある。
痛みは快感や興奮を感じ難くさせる。膣潤滑と膣拡張の両方が減少する。膣が乾燥して拡張していないと、挿入はより強い痛みを伴う。痛みを感じることへの恐怖が不快感を悪化させることがある。痛みを学習してしまうと、元の原因が取り除かれても痛みが続くことがある。性交を試みる際の恐怖、回避、心理的苦痛が性交疼痛症の経験の大部分を占めるようになる。
外陰部（外性器）の身体診察では、外陰部感染症や膣萎縮に伴う病変、皮膚の薄化、潰瘍、分泌物など、痛みの明確な理由が明らかになる場合がある。骨盤内検査でも、子宮頸部の病変や解剖学的変異など痛みの物理的理由が明らかになることがある。
外陰部の診察で浅部性性交疼痛症の原因を示唆するような目に見える所見がない場合、綿棒テストが実施されることがある。これは、限局性の誘発性外陰部痛を評価するための検査である。綿棒を膣口周辺の数カ所に当て、その結果生じる痛みを患者が0～10の尺度で報告する。

## 原因

### 男性
性的不快感を引き起こす可能性のある身体的要因は数多くある。男性性交疼痛症では陰茎に疼痛を感じることが多い(P059)。射精直後に精巣や陰茎亀頭部に痛みを感じることがある。前立腺、膀胱、精嚢の感染症では、射精後に強い灼熱感や瘙痒感を感じることがある。間質性膀胱炎の患者は、射精の瞬間に陰茎に激しい痛みを感じることがある。淋菌感染症では、射精時に灼熱感や鋭い陰茎痛を伴うことがある。尿道炎や前立腺炎では、性器への刺激が疼痛や不快感を齎すことがある。ペロニー病のような陰茎の解剖学的変形も、性交時の痛みを引き起こし得る。
性交痛の原因の1つは緊すぎる包皮が痛みを伴って翻転することによるもので、性交の最初の試みの際か炎症または局所感染後の絞扼または瘢痕化の後に発生する。性交痛のもう1つの原因は、短くて細い包皮小帯（短小小帯）の緊張によるもので、潤滑の有無にかかわらず、包皮が膣に入ると亀頭が牽引される。ある研究では、性交疼痛症を呈した患者の50％に短小小帯がみられた。激しい性交、深い性交、巨根または狭小膣による性交、自慰の際に、短小小帯に小さな裂傷が生じ、出血したり、強い痛みを伴ったり、不安を誘発することがあり、放置すると慢性化する場合がある。ストレッチで症状が緩和せず不快なレベルの緊張が残る場合は、陰茎小帯形成術が推奨されることがある。陰茎小帯形成術は効果的な処置であり、割礼を回避できる可能性が高く機能的にも良好な結果が得られ、患者の満足度も高い。
性交痛は間質性膀胱炎の症状でもある。患者は性交中または性交後に膀胱の痛みや不快感に悩まされることがある。男性患者の場合、痛みは射精の瞬間に起こり、陰茎の先端に集中する。間質性膀胱炎の患者は、頻尿や尿意切迫感にも悩まされる。
これらの症状の心理的影響は殆ど理解されていないが実際に存在し、文献や芸術の中で目にすることができる。

### 女性
痛みの原因は解剖学的または生理学的なものであれば膣の病変、後傾子宮、尿路感染症、潤滑不足、瘢痕組織、異常増殖、骨盤内の圧痛などがあるが、これらに限定されるものではない。心因性の場合は疼痛や怪我に対する恐怖、罪悪感や羞恥心、性の解剖学や生理学に対する無知、妊娠に対する恐怖などが含まれる。
膣挿入時の不快感の一般的な原因には、以下の様なものがある：
- 感染症：主に陰唇、膣、下部尿路に影響を及ぼす感染症（カンジダ症、クラミジア、トリコモナス症、尿路感染症、ヘルペスなど）は、表在性の陰部痛を引き起こす傾向がある。子宮頸部や卵管の感染症（骨盤腹膜炎[25]など）は、深部骨盤痛を引き起こす傾向がある。
- 卵巣、子宮頸部、子宮、膣などの生殖器官の癌。
- 組織損傷：外傷、手術、出産による骨盤外傷後の疼痛[26]
- 解剖学的変異：処女膜残存、処女膜輪狭窄、膣中隔（英語版）[2]、肥厚処女膜の拡張不全[2]、膣口低形成[2]、後傾子宮[25]、子宮脱[25]は、不快感の原因となる可能性がある。
- ホルモンによる原因:
  - 子宮内膜症[27]および子宮腺筋症
  - エストロゲン欠乏は、閉経後患者における膣萎縮（英語版）に関連する性交痛の訴えの中でも特に一般的な原因であり、ホルモン避妊薬を服用している月経中の患者と同様の変化の結果であると思われる[28]。エストロゲン欠乏は膣液不足と関連しており、性交中に痛みを伴う摩擦を引き起こす可能性がある。膣乾燥は、しばしば授乳期中に報告される[29]。骨盤内悪性腫瘍の放射線療法を受けている患者は、膣壁が萎縮し外傷を受けやすいために、重度の性交痛を経験する頻度が高い。
- 卵巣嚢腫[30]、腫瘍[19]、子宮筋腫などの骨盤腫瘤は、深部の痛みを引き起こす場合がある[25]。

- 膀胱刺激による痛み：性交痛は間質性膀胱炎 (IC) の症状であり、性交中または性交後に膀胱の痛みや不快感を感じる場合がある。女性IC患者の場合、痛みは通常翌日に起こり、痛みを伴う骨盤底筋の痙攣の結果である。
- 外陰部痛：外陰部痛は、外陰部の全般的または局所的な痛みを伴う除外診断（英語版）であり、検査で他の原因の身体的証拠がない灼熱感として説明される。痛みは持続的である場合も、誘発されたときだけ（性交時など）である場合もある。局所誘発性外陰部痛（英: Localized provoked vulvodynia）は、痛みが膣口に限局する場合で以前は腟前庭炎（英語版）と呼ばれていたものの最新の用語である。
- 外陰部の表面に影響を与える病状として、硬化性萎縮性苔癬（英語版）（英: lichen sclerosus et atrophicus; LSEA）や乾燥症（英語版）（特に閉経後に起こる乾燥）などがある。膣の乾燥は、唾液腺や涙腺などの外分泌腺を攻撃する自己免疫疾患であるシェーグレン症候群で見られることがある。
- 筋肉の機能不全：肛門挙筋の筋肉痛など
- 膣痙攣などの心理的要因：膣の痛みの障害の殆どは、レイプが現在よりも常態化していた時代に正式に発見または造語されたものである[31]（夫婦間のレイプが米国の全50州で犯罪とされたのは1993年[32]）。現在、医療界の一部では、強姦・性暴力・強姦への恐怖・セクハラなどの要因を、そのような疼痛障害を引き起こすほど強い心理的ストレス要因として考慮し始めている[33]。

## 診断

### 男性
男性の性交疼痛症の診断には次の手順を踏む：
- 患者の詳細な病歴を聞き、日常生活、ストレスレベル、性的虐待の履歴を聞く。
- 患者の性器周辺を診察し、感染症（性感染症や尿路感染症）、陰茎の形の異常などを確認する。
- 陰茎の先端からぬぐい液を採取し、感染の可能性を検査し除外する。

### 女性
性交疼痛症は多くの原因があり、それ自体が診断される疾患ではない。DSM-5では膣痙攣と統合され、性器-骨盤痛・挿入障害とされている。性器-骨盤痛・挿入障害の基準には、腟への挿入が困難な状態が複数回続くこと、性交の試みに伴う疼痛、性交の試みによる疼痛の予期、および挿入を試みたときの骨盤の緊張が含まれる。この障害の基準を満たすには、患者は少なくとも6ヵ月間その症状を経験し、「著しい苦痛」を経験する必要がある。
性交疼痛症は複雑で多因子性であるため、その鑑別診断は長い。多くの場合痛みの根底には生理学的な条件があり、適切な治療法を見つけるためには心理社会的な要素も評価する必要がある。根底にある身体的原因の鑑別診断は、痛みが深いか浅いかにより区別される：
- 表在性疼痛または外陰部痛：感染、炎症、解剖学的原因、組織破壊、心理社会的要因、筋機能障害
- 目に見える診察所見を伴わない表在性疼痛：他の身体的原因が認められない場合は、外陰部痛の診断を考慮すべきである。膣萎縮も検査ではっきりと確認できないことがあるが、閉経後の患者によくみられ、一般にエストロゲン欠乏と関連している。
- 深部性交痛または骨盤痛：子宮内膜症、卵巣嚢胞、骨盤癒着、炎症性疾患（間質性膀胱炎、骨盤内炎症性疾患）、感染症、鬱血、心理社会的要因

## 治療
性交疼痛症については、原因疾患の治療が必要である。その他、性交時には水溶性のラブローションまたは手術用潤滑剤を推奨する。ワセリンは避ける。潤滑剤は男女それぞれにたっぷり（大さじ2杯分）塗る。受け手のパートナーの腰の下に折りたたんだバスタオルを敷いておくと、寝具にこぼれるのを防ぐことができる。痛みを感じる患者がパートナーをコントロール出来るよう依頼すると苦痛を和らげることが出来る。

### 男性
陰茎の勃起を妨げている医学的疾患が原因の場合は、手術などにより対処される。コンドームや殺精子剤の特定の成分に対するアレルギー反応が不快感の原因である場合は、抗アレルギー薬により症状を軽減し、別成分の使用が推奨される。パートナーの子宮内避妊具が痛みの原因である場合、子宮頸管から大きくはみ出さないように子宮内避妊具の位置を調整する。感染症が原因の場合、患者とパートナーの両方に抗生物質を処方する。物理的な原因が見つからない場合、セックスセラピストやカウンセラーによる心理的な問題の解決を模索する。

### 女性
適切な診断の後、特定された原因に対する1つ以上の治療が必要となる。
例として
- 酵母菌や真菌の感染による痛みに対しては、抗真菌剤とステロイドを含むクリーム（ナイスタチンとトリアムシノロンアセトニド）が処方される。
- 閉経後の膣の乾燥が原因と思われる痛みに対しては、エストロゲン治療が行われる[36]。
- 子宮内膜症の診断基準を満たす患者の場合、薬物療法または手術が選択肢となる[37]。

加えて、性行為中の不快感を減少させるには：
- 痛みの部位や原因の特定を含め、何が起こったかを患者に明確に説明する。殆ど全例で、痛みは時間とともに消失するか少なくとも大幅に軽減することを明確にする。パートナーがいる場合は、原因と治療法について説明し、パートナーに協力するよう勧める。
- 患者が自分の身体について学び、自分の解剖学的構造を知り、どのように愛撫されたり触られたりするのが好きかを学ぶように励ます。
- カップルが一緒に入浴する（清潔が第一の目的ではない）、性交なしで相互愛撫するなど、日常的な交流に心地よく性的に刺激的な体験を加えるように勧める。このような行為は、自然な膣液分泌と膣拡張の両方を増加させる傾向があり、どちらも摩擦と痛みを軽減する。性交の前にオーラルセックスを行うと膣がリラックスして潤滑される（パートナー双方が快く受け入れる場合）。
- 骨盤の損傷や疾患が原因で深い挿入時に痛みがある患者には、正常位など、挿入が少ない性交体位への変更を勧める。挿入を制限するための器具も知られている[38]。

## 頻度
男性性交疼痛症の有病率を推定した調査は数少ないが、欧米諸国では男性の3％～5％、中東および東南アジアでは男性の10％～12％が罹患しているとされる。
女性性交疼痛症の有病率は世界平均で約15%であるとされる。英国の調査では7.5%である。

## 参考資料
- Sandra Risa Leiblum Sexual Pain Disorders - Dyspareunia
- “Dyspareunia”. Principles and Practice of Sex Therapy (3rd ed.). New York: The Guilford Press. (2000). pp. 154–80. ISBN 978-1-57230-574-8